# Clara de Asís
Santa Clara de Asís (en italiano: Chiara d'Assisi, nacida Chiara Scifi; Asís, 16 de julio de 1194-Asís, 11 de agosto de 1253) fue una religiosa y santa italiana. Seguidora fiel de san Francisco de Asís, con quien fundó la segunda orden franciscana o de hermanas clarisas, Clara se preciaba de llamarse «humilde planta del bienaventurado padre Francisco». Después de abandonar su antigua vida de noble, se estableció en el monasterio de San Damián el resto de sus días.
Es la única mujer que redactó una regla de vida religiosa para mujeres. En su contenido y en su estructura se aleja de las tradicionales reglas monásticas. Sus restos mortales descansan en la cripta de la basílica de Santa Clara en Asís. Fue canonizada tan solo dos años después de su fallecimiento, por el papa Alejandro IV.

## Infancia y familia

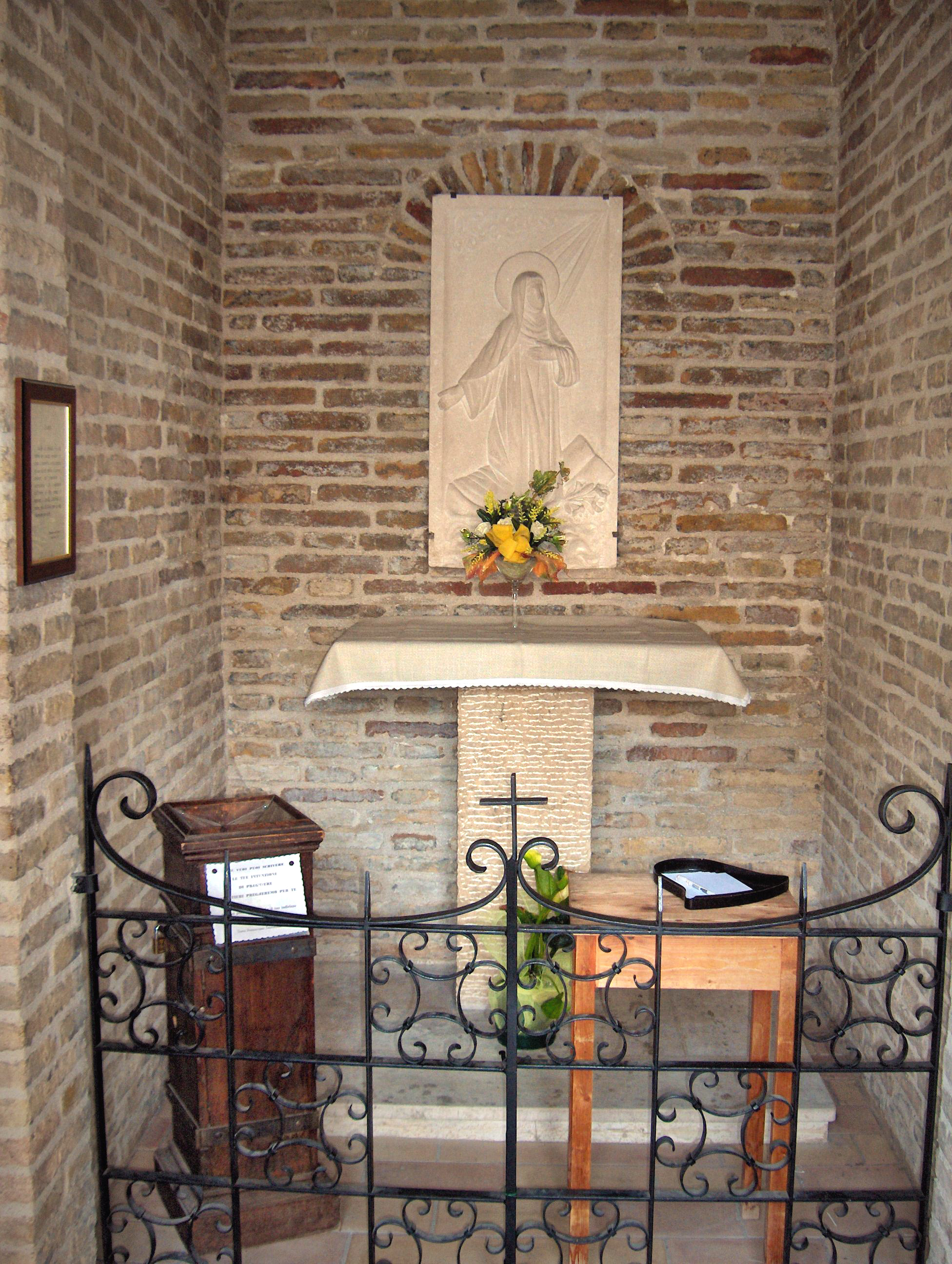
Casa natal.

Fue la hija mayor del matrimonio de Favorino di Offreduccio degli Scifi y Ortolana, la cual era descendiente de los Fiumi, una ilustre familia de Sterpeto. Ambas familias pertenecían a la más augusta aristocracia de Asís. Clara tenía cuatro hermanos, un varón, Boson, y tres mujeres, Renenda, Inés y Beatriz.
Su padre tenía el título de conde de Sasso-Rosso y su madre era una mujer de mucha virtud y piedad cristiana, y era devota de hacer largas peregrinaciones a Bari, Santiago de Compostela y Tierra Santa. Dice la tradición que antes de nacer Clara, el Señor le reveló en oración que la alumbraría de una brillante luz que habría de iluminar al mundo entero, y fue por eso por lo que la niña recibió en el bautismo el nombre de Clara, el cual encierra dos significados, «resplandeciente» y «célebre».
De niña creció en el palacio fortificado de la familia, cerca de la Puerta Vieja, y no tuvo amigos. Se dice que desde su más corta edad sobresalió en virtud pero se mortificaba duramente usando ásperos cilicios de cerdas y rezaba todos los días tantas oraciones que tenía que valerse de piedrecillas para contarlas.

## Conversión

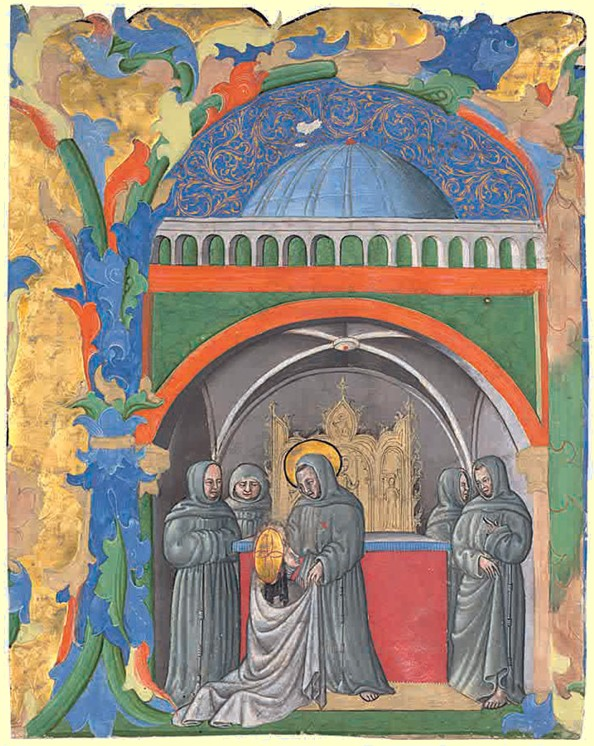
Profesión de los votos monásticos de santa Clara.

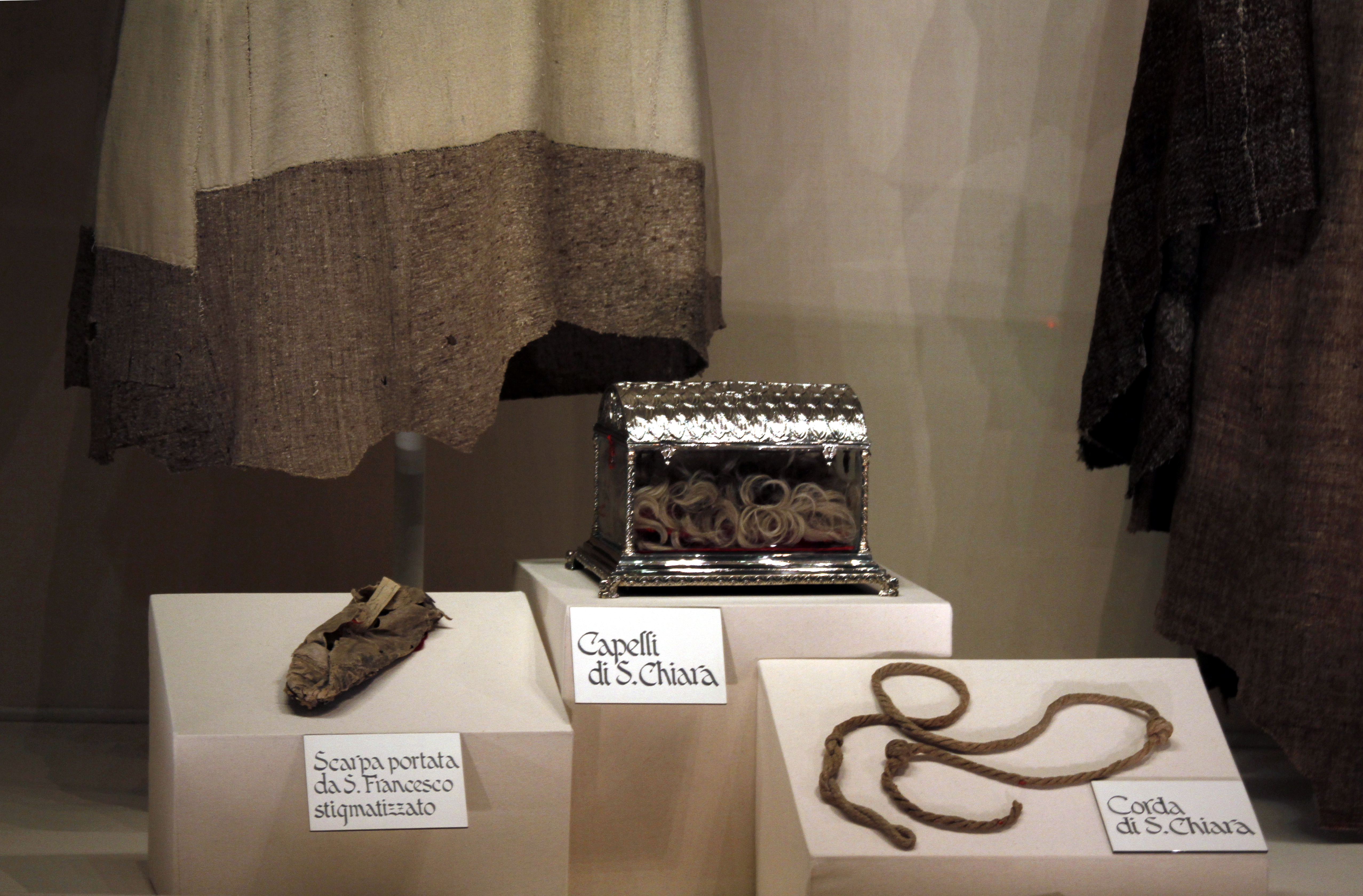
Reliquias de la Santa.

Por esa fecha había vuelto de Roma, con autoridad pontificia para predicar, el joven Francisco di Pietro di Bernardone, cuya conversión tan hondamente había conmovido a la ciudad entera. Hacia 1211 Clara le oyó predicar en la iglesia de San Rufino y comprendió que el modo de vida observado por el santo era el que a ella le señalaba el Señor.
Entre los seguidores de Francisco había dos, Rufino y Silvestre, que eran parientes cercanos de Clara y le facilitaron el camino a sus deseos. Así un día acompañada de una de sus parientes, a quien la tradición atribuye el nombre de Bona di Guelfuccio, fue a ver a Francisco. Este había oído hablar de ella, por medio de Rufino y Silvestre, y desde que la vio tomó una decisión: «quitar del mundo malvado tan precioso botín para enriquecer con él a su divino Maestro». Desde entonces Francisco fue el guía espiritual de Clara.
La noche después del Domingo de Ramos de 1212, Clara huyó de su casa y se encaminó a la Porciúncula; allí la aguardaban los frailes menores con antorchas encendidas. Habiendo entrado en la capilla, se arrodilló ante la imagen del Cristo de san Damián y ratificó su renuncia al mundo «por amor hacia el santísimo y amadísimo Niño envuelto en pañales y recostado sobre el pesebre». Cambió sus deslumbrantes vestiduras por un sayal tosco, semejante al de los frailes; trocó el cinturón adornado con joyas por un nudoso cordón, y cuando Francisco cortó su rubio cabello entró a formar parte de la Orden de los Hermanos Menores.
Clara prometió obedecer a san Francisco en todo. Luego, fue trasladada al convento de las benedictinas de San Pablo.
Cuando sus familiares descubrieron su huida y paradero fueron a buscarla al convento. Tras la negativa rotunda de Clara a regresar a su casa, se trasladó a la iglesia de San Ángel de Panzo, donde residían unas mujeres piadosas, que llevaban vida de penitentes.

### Inicio de las Clarisas
Seis o diez días después de la huida de Clara, otra de sus hermanas, Inés, huyó también a la iglesia de San Ángel a compartir con su hermana el mismo régimen de vida. Más tarde fue a reunírseles su otra hermana, Beatriz, y ya en san Damián, unos años más tarde, Ortolana, su madre.
Clara e Inés pronto abandonaron el beaterio de San Ángel. Así Francisco habló con los camaldulenses del monte Subasio, que antes habían donado a la nueva Orden la Porciúncula, los cuales le ofrecieron cederles la iglesia de San Damián y la casa anexa, que serían desde ese momento la casa de Clara durante 41 años hasta su muerte.
En aquel convento de San Damián, germinó y se desenvolvió la vida de oración, de trabajo, de pobreza y de alegría, virtudes del carisma franciscano. Por esa fecha el estilo de vida de Clara y sus hermanas llamó fuertemente la atención y el movimiento creció rápidamente. La condición requerida para admitir una postulante en San Damián era la misma que pedía Francisco en la Porciúncula: repartir entre los pobres todos los bienes.
El convento no podía recibir donación alguna, pero debía permanecer inquebrantable para siempre. Los medios de vida de las monjas eran el trabajo y la limosna. Mientras unas hermanas trabajaban dentro del claustro otras iban a mendigar de puerta en puerta. Clara, cuando las hermanas volvían de mendigar, las abrazaba y las besaba en los pies.
Santa Clara escribió poco después la norma de vida para las hermanas y, por medio del Santo, obtuvieron del papa Inocencio III la confirmación de esta regla en 1215, pues ese año, por orden expresa de Francisco, aceptó Clara el título de abadesa de San Damián. Hasta entonces Francisco había sido jefe y director de las dos órdenes, pero después de que el papa les aprobara la regla, las monjas debían de tener una superiora que las gobernase.
Santa Clara luchó siempre por la vocación de pobreza de su comunidad, negándose a recibir bienes que acomodasen su vida. Por eso solicitó y consiguió en 1216 que Inocencio III les otorgase el Privilegio de la Pobreza: «Habéis renunciado a toda ambición de los bienes de este mundo… Las privaciones no os dan miedo... y os concedemos que nadie pueda forzaros a recibir bienes». Firmó este texto «cum hilarite magna» (riéndose de buena gana).

## La vida diaria en San Damián

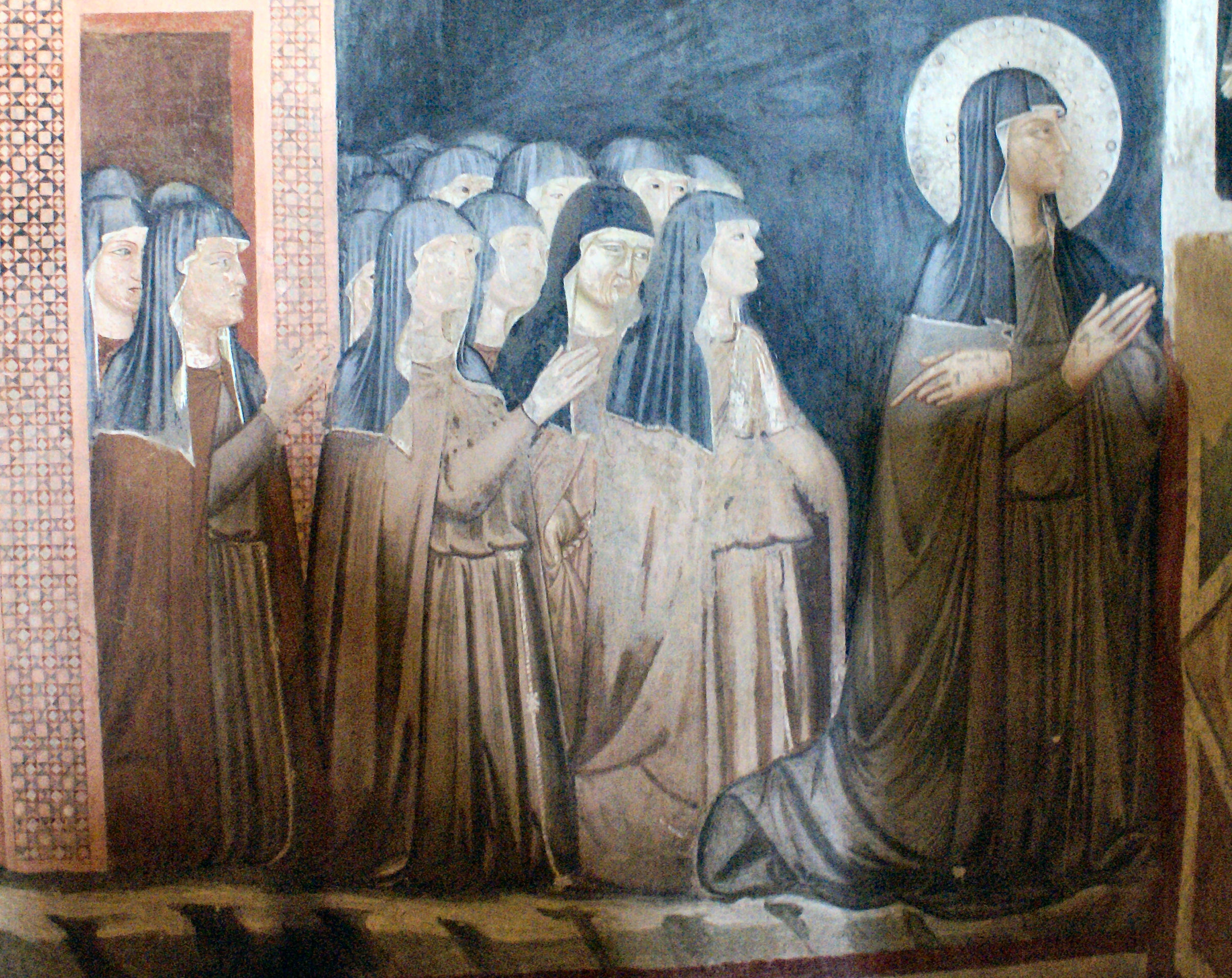
Fresco de Santa Clara y las hermanas clarisas, Iglesia de San Damián.

Clara, a pesar de ser superiora, tenía la costumbre de servir la mesa y brindar agua a las religiosas para que lavasen sus manos, y cuidaba solícitamente de ellas. Cuentan que se levantaba todas las noches a verificar si alguna religiosa estaba destapada. Francisco muchas veces le envió enfermos a San Damián y Clara los sanaba con sus cuidados.
Ni aun estando enferma, lo que era frecuente, omitía el trabajo manual. Así se dedicaba a bordar corporales, en la misma cama, que mandaba a las iglesias pobres de las montañas del valle.
Así como en el trabajo era ejemplo para las religiosas, lo era también en la vida de oración. Después de las completas, último oficio del día, permanecía largo rato sola, en la iglesia ante el crucifijo que había hablado a san Francisco. Allí rezaba el «Oficio de la Cruz», que había compuesto Francisco. Estas prácticas no le impedían levantarse por la mañana muy temprano, para levantar a las hermanas, encender las lámparas y tocar la campana para la misa primera.
Según la leyenda, una vez fue el papa a San Damián; santa Clara hizo preparar las mesas y poner el pan en ellas, para que el pontífice lo bendijera. El papa pidió a la santa que fuera ella quien lo hiciera, a lo que Clara se opuso rotundamente. El papa la instó por santa obediencia a que hiciera la señal de la cruz sobre los panes y los bendijera en el nombre de Dios. Santa Clara, como verdadera hija de obediencia, bendijo muy devotamente aquellos panes con la señal de la cruz, y al instante apareció en todos los panes la señal de la cruz.
Su cama, en los inicios, eran haces de sarmiento con un tronco de madera por almohada; después la cambió en un pedazo de cuero y un áspero cojín; por orden de Francisco se redujo a dormir después en un jergón de paja.
En los ayunos de Adviento, Cuaresma y de San Martín, Clara no se alimentaba sino tres días en la semana, y solo con pan y agua. Para reemplazar la mortificación corporal, observó por largo tiempo la práctica de usar a raíz del cuerpo una camisa de cuero de cerdo con la parte velluda hacia dentro.
Estando una vez Clara gravemente enferma en la solemnidad de la Natividad de Cristo, fue transportada milagrosamente a la iglesia de San Francisco y así pudo asistir a todo el oficio de los maitines y de la misa de medianoche, y además pudo recibir la sagrada comunión; después fue llevada de nuevo a su cama.

## Fortaleza espiritual

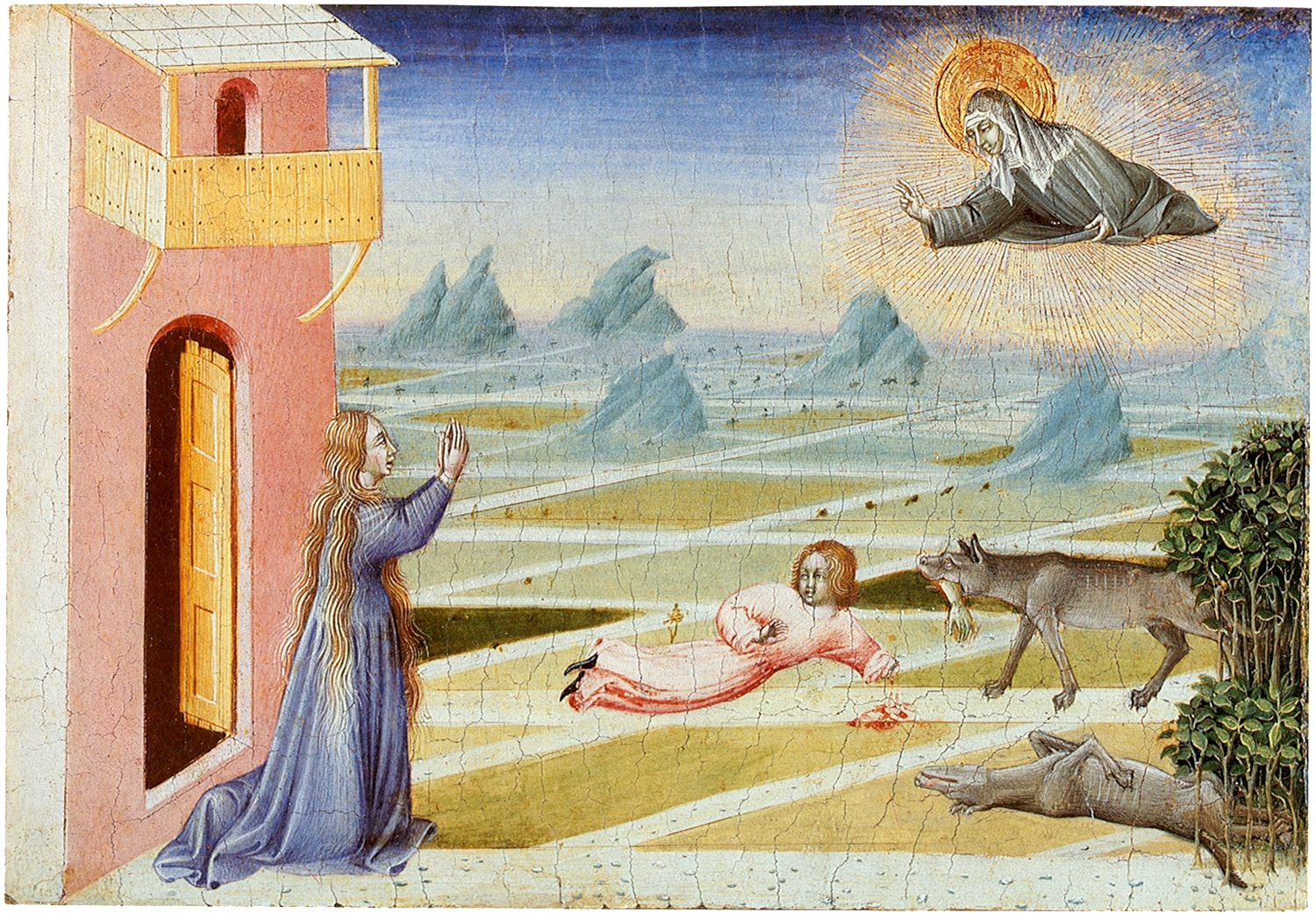
Santa Clara interviene para salvar a un niño de un lobo, fresco de Giovanni di Paolo, 1455.

Clara, ante Francisco, se manifestaba débil y necesitaba consuelo y aliento pero en medio de sus hermanas era la madre revestida de fortaleza para defenderlas y protegerlas.
Federico II mantenía una guerra contra el papa y lanzó a los Estados Pontificios arqueros mahometanos, sobre los que no tenían ningún poder las excomuniones del papa. En 1240, desde la cima de la fortaleza de Nocera, a corta distancia de Asís, los sarracenos cayeron sobre el valle de Espoleto y fueron a embestir el convento de San Damián. La entrada de los musulmanes en el monasterio significaba para las monjas no solo la muerte, sino probablemente la violación. Todas, asustadas, se acogieron en torno a Clara, quien se encontraba postrada en la cama debido a una gravísima enfermedad. Ella se hizo trasladar a la puerta del convento, mandó que le trajeran el cáliz de plata en el que se reservaba el Santísimo Sacramento y cayó de rodillas delante de Él, pidiendo el amparo del Cielo para sí y sus hijas. Cuenta la leyenda que del cáliz salió una voz como de un niño que le dijo: «Yo os guardaré siempre», tras lo cual se alzó de la oración. En ese mismo instante los sarracenos levantaron el sitio del monasterio y se fueron a otra parte.
Un año más tarde, en junio de 1241, un milagro parecido, las tropas de Federico, capitaneadas por Vital de Aversa, atacaban a la ciudad de Asís y querían destruirla. Santa Clara y sus monjas oraron con fe ante el Santísimo Sacramento y los atacantes se retiraron sin saber por qué. Este acontecimiento es celebrado siempre por los asisienses como fiesta nacional.
Otra muestra de su fortaleza se manifestó en la lucha que sostuvo por años con el papa Gregorio IX a trueque de sostener la integridad del voto de pobreza. El pontífice quería convencerla de que aceptara algunos bienes para el convento, como lo hacían las demás órdenes religiosas. A tal punto llegó la disputa que el papa llegó a decirle que si ella se creía ligada por su voto, él tenía el poder y la obligación de desatárselo, a lo que ella replicó: «Santísimo Padre, desatadme de mis pecados, más no de la obligación de seguir a Nuestro Señor Jesucristo». Sólo dos días antes de morir vino a obtener Clara, de Inocencio IV y a perpetuidad, el derecho de ser y permanecer siempre pobre.

## Muerte de la Santa

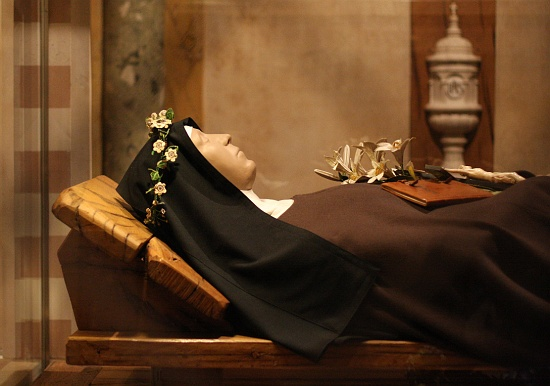
Cuerpo incorrupto de Clara de Asís con tratamiento de cera siglos después de su muerte. Se encuentra en la Basílica de santa Clara de Asís.

El verano del 1253 vino a Asís el papa Inocencio IV para ver a Clara, la cual se encontraba postrada en su lecho. Ella le pidió la bendición apostólica y la absolución de sus pecados, y el sumo pontífice contestó: «Quiera el Cielo, hija mía, que tenga yo tanta necesidad como tú de la indulgencia de Dios». Cuando Inocencio se retiró dijo Clara a sus hermanas: «Hijas mías, ahora más que nunca debemos darle gracias a Dios, porque, sobre recibirle a Él mismo en la sagrada hostia, he sido hallada digna de recibir la visita de su Vicario en la tierra».
Desde aquel día las monjas no se separaron de su lecho, incluso Inés, su hermana, viajó desde Florencia para estar a su lado. En dos semanas la santa no pudo tomar alimento, pero las fuerzas no le faltaban.
Cuenta la historia que estando en el más hondo dolor, dirigió su mirada hacia la puerta de la habitación, y he aquí que ve entrar una procesión de vírgenes vestidas de blanco, llevando todas en sus cabezas coronas de oro. Marchaba entre ellas una que deslumbraba más que las otras, de cuya corona, que en su remate presenta una especie de incensario con orificios, irradia tanto esplendor que convertía la noche en día luminoso dentro de la casa; era la Bienaventurada Virgen María. Se adelantó la Virgen hasta el lecho donde yacía Clara, e inclinándose amorosamente sobre ella, le dio un abrazo.
Murió el 11 de agosto, rodeada de sus hermanas y de los frailes León, Ángel y Junípero. De ella se dijo: «Clara de nombre, clara en la vida y clarísima en la muerte».
La noticia de la muerte de la religiosa conmovió de inmediato, con impresionante resonancia, a toda la ciudad. Acudieron en tropel los hombres y las mujeres al lugar. Todos la proclamaban santa y no pocos, en medio de las frases laudatorias, rompían a llorar. Acudió el podestà con un cortejo de caballeros y una tropa de hombres armados, y aquella tarde y toda la noche hicieron guardia vigilante en torno a los restos mortales de Clara. Al día siguiente, llegó el papa en persona con los cardenales, y toda la población se encaminó hacia San Damián. Era justo el momento en que iban a comenzar los oficios divinos y los frailes iniciaban el de difuntos; cuando, de pronto, el papa dijo que debía rezarse el oficio de las vírgenes, y no el de difuntos, como si quisiera canonizarla antes aún de que su cuerpo fuera entregado a la sepultura. Sin embargo, el obispo de Ostia le observó que en esta materia se ha de proceder con prudente demora, y se celebró por fin la misa de difuntos.
Muy pronto comenzaron a llegar verdaderas multitudes de peregrinos al lugar donde yacía la religiosa, popularizándose una oración a ella dedicada: «Verdaderamente santa, verdaderamente gloriosa, reina con los ángeles la que tanto honor recibe de los hombres en la tierra. Intercede por nosotros ante Cristo, tú, que a tantos guiaste a la penitencia, a tantos a la vida».
Al cabo de pocos días, su hermana Inés siguió a Clara a la muerte.

## Representación y patronazgos

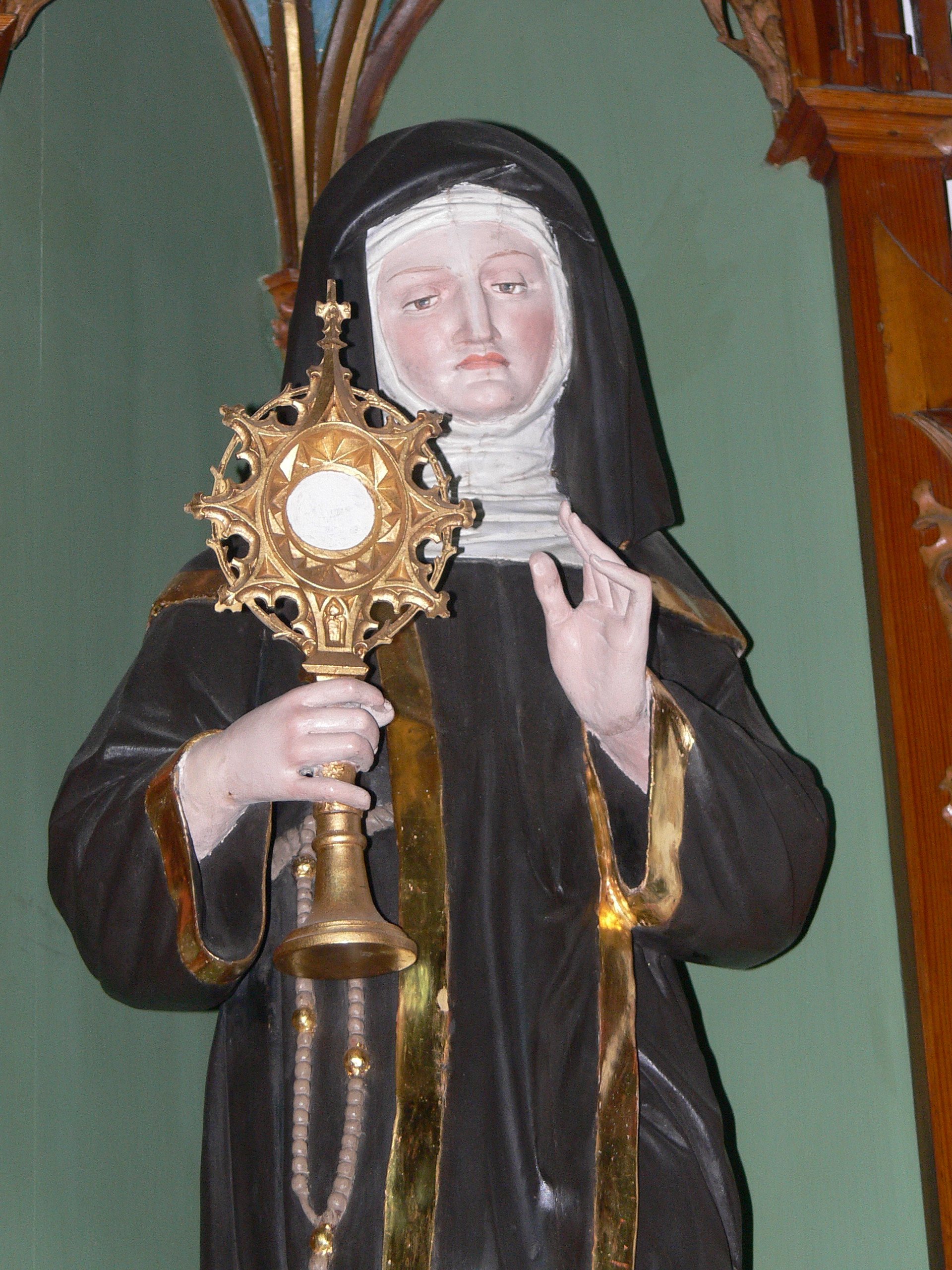
Representación con la custodia.

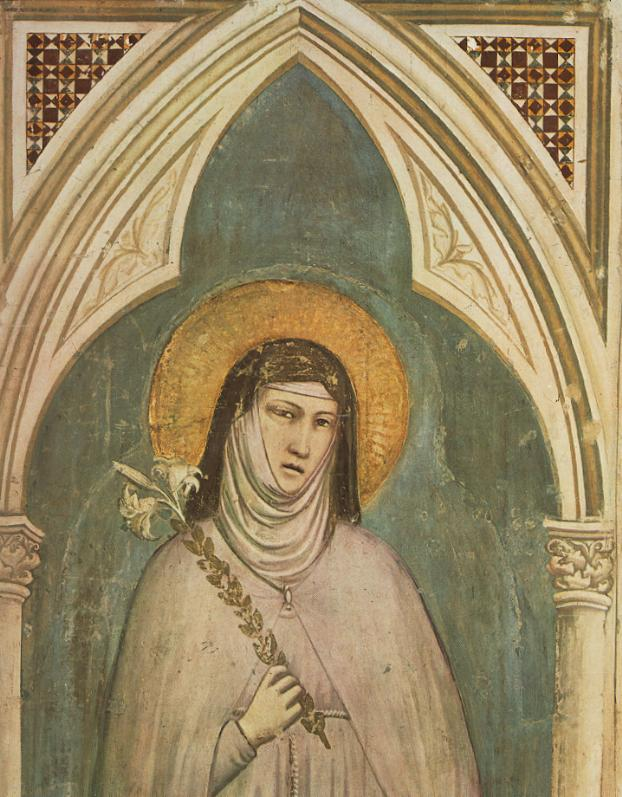
Representación con un lirio. Pintura de Giotto (Florencia, Santa Croce),

Tradicionalmente se representa a santa Clara con el hábito propio de las clarisas. Este consiste en un sayal marrón y un velo negro, sujeto con el tradicional cordón de tres nudos de cuyo cinturón sale un rosario.
Los atributos tradicionales de la Santa son la custodia y el báculo. La primera derivada del enfrentamiento a las tropas sarracenas en 1230, siendo la primera vez que se la representó con este atributo en un fresco de San Damián, actualmente bastante deteriorado, en el cual se ve a Santa Clara con el Santísimo Sacramento enfrentándose resoluta a los sarracenos que huyen despavoridos. El báculo proviene de haber sido santa Clara abadesa mitrada.
Otro atributo característico lo constituye el lirio, flor que representa la pureza y la virginidad. En el cuerpo incorrupto de la Santa, expuesto en la basílica de santa Clara de Asís, la Santa sostiene entre sus manos un lirio de metal precioso. Por su parte, en el escudo de las clarisas, lirio y báculo se entrecruzan en sotuer (forma de X).
El 17 de febrero de 1958, el papa Pío XII declaró a Santa Clara patrona de la televisión y de las telecomunicaciones. También es patrona de los clarividentes, de los orfebres y del buen tiempo, motivo por el cual desde la Edad Media existe la tradición de que las novias ofrezcan huevos a Santa Clara para que no llueva el día de su boda.
Aparte de la basílica con su nombre en Asís, tiene santuarios importantes en Nápoles y Bari, en Italia, en la ciudad californiana nombrada en su honor y en la ciudad de Santa Clara, provincia de Villa Clara, en Cuba, de cuya diócesis es patrona.
Bajo su patronazgo se encuentran seis ciudades argentinas, una mexicana, una salvadoreña, una española y tres pueblos uno en Venezuela, otro en Uruguay y el último en Perú.[cita requerida]

## Veneración
Es venerada en la Iglesia católica, la Comunión anglicana, y la Iglesia luterana (está incluida en su calendario litúrgico).
En el rito romano de la Iglesia católica, su memoria litúrgica tiene lugar el 11 de agosto. Antes de la reforma litúrgica promovida por el Concilio Vaticano II, se celebraba el 12 de agosto.